# Couplet (Angel)
Couplet conocido en América Latina como Parejas y en España como Pareado es el décimo cuarto episodio de la tercera temporada de la serie de televisión estadounidense Ángel. Escrito por Tim Minear en colaboración con Jeffrey Bell y dirigido por Tim Minear. Se estrenó originalmente el 18 de febrero de 2002.
En este episodio Ángel lucha contra los celos que le producen la mera presencia del Groosalugg quien ha venido de Pylea para estar junto a Cordelia.  

## Argumento
Cordelia y Groo llegan al apartamento de la primera donde ambos esperan hacer el amor. Pero el acto es interrumpido cuando Cordy tiene una visión sin dolor de un demonio. Al día siguiente en el Hyperion, Ángel y Wesley se ponen a discutir de las posibles traducciones de las profecías que hablan de Connor. Al hotel llegan Cordelia y Groo cuya relación deja terriblemente celoso a Ángel. Cordelia les explica a sus amigos que la noche pasada no pudo hacer el amor con su preciado Groosalugg por la visión del demonio que tuvo y por su temor de que sus visiones pasaran a Groo en el acto, tal y como lo predijeron los monjes de Pylea.
Una vez que Wesley identifica al demonio de la visión, Groo y Angel se unen para rastrear al demonio y acabarlo. Durante el enfrentamiento el demonio se escapa a la luz del día para alimentarse de una joven inocente. No obstante Groo siendo humano consigue atrapar al demonio y eliminarlo quedando como un héroe y es felicitado por el resto de Investigaciones Ángel. Mientras Groo le cuenta lo sucedido al equipo en el Hyperion, Angel habla con la Srita. Flakes quien ha venido al hotel porque sospecha que su prometido está bajo el encanto de una bruja. Wesley aun afectado por el noviazgo entre Fred y Gunn, manda al muchacho a resolver el caso esperando separarlo de Fred. Pero Wesley es el que se lleva la sorpresa al notar que Fred va acompañar a Gunn.          
Ambos rastrean al prometido llamado Jerry ante un enorme árbol donde se distaren momentáneamente cuando comienzan a besarse y pierden de vista a su objetivo. Revisando la cámara con la que lo estuvieron espiando, los novios se impresionan de descubrir que Jerry fue secuestrado por las raíces del propio árbol, el cual los secuestra a los de la misma manera. Wesley y Angel van a una biblioteca en busca de unas traducciones que ayudaran a descifrar el resto de los pergaminos proféticos. En el Hyperion Cordelia le hace un cambio de imagen a Groo para hacerlo más idéntico a Angel. Para el descontento del vampiro que se ve obligado aceptar el grandísimo favor conseguir una poción para prevenir que Cordelia pierda sus visiones y por lo tanto poder acostarse con el Groosalugg.  
Una vez que consiguen la poción, Angel es contactado por Gunn y Fred quienes le explican que han sido atrapados por una especie de demonio árbol que atrae a sus víctimas usando identidades falsas en correos electrónicos para luego alimentarse de su fuerza vital. Angel no se muestra muy animado en ir al rescate y le deja todo a Groo quien cae víctima del demonio árbol. Forzado a intervenir Ángel derrota al demonio al golpear a Groo y convencer al árbol de alimentarse de él, debilitándolo. Gunn aprovecha la situación para matar el árbol.  
Al regresar al hotel Wesley le expresa a Gunn sus sentimientos por Fred, algo que deja desconcertado a Gunn. Mientras en tanto Cordelia cura a Groo y se prepara para irse a su apartamento y acostarse con él. Sin embargo Angel la detiene y le da algo de dinero para que se tome unas vacaciones soleadas con Groo. Lorne baja con Connor en sus brazos y se lo entrega a su padre para dejarlos solos. Angel lleva su hijo hasta la oficina donde se encuentra con Wesley quien se encuentra trabajando en la traducción de las profecías una de las cuales ha traducido como: "El padre matara al hijo".

## Elenco

### Principal
- David Boreanaz como Ángel.
- Charisma Carpenter como Cordelia Chase.
- Alexis Denisof como Wesley Wyndam-Pryce.
- J. Agust Richards como Charles Gunn.
- Amy Acker como Fred Burkle.

## Continuidad
- Wesley traduce el texto de las profecías sobre Connor como: "El Padre matara al hijo". Una noticia que lo orillara a cometer el máximo acto de traición al secuestrar a Connor.
- Cordelia y Groo se marchan de vacaciones por sugerencia de Angel y no aparecen sino hasta Doble o Nada.
- En la biblioteca que visitan Wesley y Angel, en uno de los estantes esta el libro del lobo, que fue visto por primera vez en Pylea.
- Grossalugg menciona que fue destronado ante un carismático rey que hizo el baile de la revolución. Por lo que probablemente se especula que se trata el hermano de Lorne, Numfar, caracterizado por sus ridículos bailes en sus apariciones.